# Abu Zayd al-Balkhi
Abu Zayd Ahmed ibn Sahl Balkhi más conocido como Abu Zayd al-Balkhi (en persa:ابو زید احمد بن سهل بلخی), era un musulmán polimático persa: geógrafo, matemático, médico, psicólogo y científico. Nacido en el 850 en Shamistiyan, en la provincia de Balj, Jorasán (en el actual Afganistán), fue discípulo de Al-Kindi. También fue el fundador de la «Escuela Balkhī» de cartografía terrestre en Bagdad.

## Obras
De los muchos libros que se le atribuyen en el Kitab al-Fihrist por Ibn al-Nadim, se puede observar «la excelencia de las matemáticas; sobre la certeza en la astrología». Su Suwar al-aqalim («Figuras de las regiones») consistían principalmente en mapas geográficos. También escribió el trabajo médico y psicológico, Masalih al-Abdan wa al-Anfus («Sustento para el cuerpo y el alma»).
Un erudito moderno describe la mayor parte de sus obras como «más de sesenta libros y manuscritos, investigando meticulosamente disciplinas tan variadas como geografía, medicina, teología, política, filosofía, poesía, literatura, gramática árabe, astrología, astronomía, matemáticas, biografía , ética, sociología y otros».

## Figuras de las Regiones
Sus Figuras de las Regiones (Suwar al-aqalim) consistían principalmente en mapas geográficos. Esto lo llevó a fundar la «escuela Balkhī» de cartografía terrestre en Bagdad. Los geógrafos de esta escuela también escribieron extensamente sobre los pueblos, productos y costumbres de las zonas del mundo islámico, con poco interés en los reinos no musulmanes.[

## Sustento para el cuerpo y el alma

### La salud mental y la enfermedad mental
En la psicología islámica, los conceptos de salud mental e «higiene mental» fueron introducidos por Abu Zayd al-Balkhi, que a menudo los relacionaba con la salud espiritual. En su Masalih al-Abdan wa al-Anfus («Sustento para el cuerpo y el alma»), fue el primero en hablar con éxito de las enfermedades relacionadas con el cuerpo y el alma. Usó el término al-Tibb al-Ruhani para describir la salud espiritual y psicológica, y el término Tibb al-Qalb para describir la medicina mental. Criticó a muchos médicos de su época por poner demasiado énfasis en las enfermedades físicas y descuidar las enfermedades psicológicas o mentales de los pacientes, y argumentó que «dado que la construcción del hombre es tanto de su alma como de su cuerpo, por lo tanto, la existencia humana no puede ser saludable sin el ishtibak [entrelazamiento o enredo] del alma y el cuerpo». Sostuvo además que «si el cuerpo se enferma, la nafs [psique] pierde gran parte de su capacidad cognitiva y comprensiva y no puede disfrutar de los aspectos deseables de la vida» y que «si la nafs se enferma, el cuerpo también puede no encontrar alegría en la vida y puede eventualmente desarrollar una enfermedad física». Al-Balkhi remontó sus ideas sobre la salud mental a los versos del Corán y los hadices atribuidos a Mahoma.

### Psicología médica y cognitiva y terapia cognitiva
Abu Zayd al-Balkhi fue el primero en diferenciar entre neurosis y psicosis, y el primero en clasificar los trastornos neuróticos y fue pionero en la terapia cognitiva para tratar cada uno de estos trastornos clasificados. Clasificó la neurosis en cuatro trastornos emocionales: miedo y ansiedad, ira y agresión, tristeza y depresión, y obsesión. Además clasificó tres tipos de depresión: depresión normal o tristeza (huzn), depresión endógena originada desde el interior del cuerpo, y depresión clínica reactiva originada desde el exterior del cuerpo. También escribió que un individuo sano debe mantener siempre pensamientos y sentimientos sanos en su mente en caso de estallidos emocionales inesperados, de la misma manera que las drogas y la medicina de primeros auxilios se mantienen cerca para emergencias físicas inesperadas. Declaró que el equilibrio entre la mente y el cuerpo es necesario para la buena salud y que un desequilibrio entre ambos puede causar enfermedades. Al-Balkhi también introdujo el concepto de inhibición recíproca (al-ilaj bi al-did), que fue reintroducido más de mil años después por Joseph Wolpe en 1969.

### Psicofisiología y medicina psicosomática
El médico musulmán Abu Zayd al-Balkhi fue un pionero de la psicoterapia, la psicofisiología y la medicina psicosomática. Reconoció que el cuerpo y el alma pueden estar sanos o enfermos, o «equilibrados o desequilibrados», y que las enfermedades mentales pueden tener causas tanto psicológicas como fisiológicas. Escribió que el desequilibrio del cuerpo puede dar lugar a fiebre, dolores de cabeza y otras enfermedades físicas, mientras que el desequilibrio del alma puede dar lugar a la ira, la ansiedad, la tristeza y otros síntomas mentales. Reconoció dos tipos de depresión: uno causado por razones conocidas como la pérdida o el fracaso, que puede tratarse psicológicamente tanto por métodos externos —como hablar, predicar y aconsejar de manera persuasiva— como internos —como el «desarrollo de pensamientos y cogniciones internas que ayuden a la persona a deshacerse de su condición depresiva»—; y el otro causado por razones desconocidas como una «aflicción repentina de dolor y angustia, que persiste todo el tiempo, impidiendo a la persona afligida realizar cualquier actividad física o mostrar cualquier felicidad o disfrutar de cualquiera de los placeres» que puede ser causada por razones fisiológicas —como la impureza de la sangre— y puede ser tratada a través de la medicina física. También escribió comparaciones entre los desórdenes físicos con los mentales, y mostró cómo los desórdenes psicosomáticos pueden ser causados por ciertas interacciones entre ellos.